# Cliff Cash
Clifton Freeman Cash (* 1980 oder 1981) ist ein US-amerikanischer Stand-up-Komiker aus North Carolina.
Sein Album Half Way There, das am 8. Januar 2021 bei Stand Up! Records veröffentlicht wurde, erreichte Platz 1 der iTunes-Comedy-Charts.

## Persönliches
Cash wurde in Gastonia/North Carolina, geboren und wuchs in einem konservativen südstaatlichen baptistischen Elternhaus auf. Er besuchte die Universität North Carolina in Asheville. Er ist der jüngere Bruder des Schriftstellers Wiley Cash. Die beiden traten oft gemeinsam auf der Bühne auf. Er hat auch eine Schwester.
Cash lebt in Wilmington und wurde 2017 geschieden.
Cash hat es sich zum Ziel gesetzt, auf Tournee alle 61 US-Nationalparks zu besuchen und dokumentieren.

## Karriere
Cashs erstes Open Mic war 2011. Bevor er hauptberuflich Comedian wurde, arbeitete Cash sechs Jahre lang im Verkauf und in der Immobilienbranche und gründete dann ein Recycling-Unternehmen, Green Coast Recycling. Cash gewann 2013 einen Pelican Award der North Carolina Coastal Federation für die Organisation der Umweltgruppe Friends of the Lower Cape Fear.
Sein von George Carlin inspirierter Humor ist oft satirisch und politisch pointiert und greift Themen wie Rassismus, religiösen Fundamentalismus und die MeToo-Bewegung auf. Sie spiegeln oft seine progressive politische Einstellung wider, die er mit seiner konservativen Erziehung und den kulturellen Stereotypen der Südstaaten kontrastiert. Er nutzt seine Auftritte häufig als Spendenaktionen für Umwelt- und andere Zwecke. Bill Poteat von der Gaston Gazette merkte an, dass Cashs Aufspießen des Südstaaten-Konservatismus sarkastisch sein kann, „doch der Humor ist in seiner Grundlage eher sanft als konfrontativ“.
Zusammen mit zwei anderen Südstaaten-Komikern, Tom Simmons und Stewart Huff, startete Cash die Sick of Stupid Tour, die er als „inoffizielle Widerlegung“ der eher stereotypischen Blue Collar Comedy Tour bezeichnete und die eine andere Perspektive auf Themen wie Schwulenrechte, Religion und Waffenkontrolle bietet als Shows wie Duck Dynasty.
Seit 2016 ist er in den gesamten USA aufgetreten, darunter auf dem Houston Whatever Fest, dem Cape Fear Comedy Festival, dem Norfolk Comedy Festival, dem Altercation Comedy Festival, dem San Luis Obispo Comedy Festival und dem Treefort Music Fest in Boise/Idaho. Er gewann 2013 den Port City's Top Comic Contest, war Halbfinalist und regionaler Gewinner der Up Next Competition auf Comedy Central und Halbfinalist bei Standup NBC.
Cliff Cash hatte 2014 auch Auftritte in zwei Folgen der Fox-Serie Laughs.

### Alben
Half Way There wurde aus vier Stunden Material destilliert, das 2016 im Dead Crow Comedy Room in Wilmington aufgenommen wurde. Es beginnt mit Cash in seiner Rolle als stereotypem „Redneck“, der konservative Haltungen persifliert, bevor er zu seiner eigenen Stimme übergeht, die eher beobachtend und links orientiert ist. Richard Lanoie von The Serious Comedy Site bewertete das Album positiv und schrieb: „Mir hat es sehr gut gefallen. Ich wünschte nur, es gäbe mehr, viel mehr.“

## Diskografie
- Cliff Cash: Half Way There (Stand Up! Records, 2021)